# Olympische Sommerspiele 2008/Teilnehmer (Somalia)
| Gelbes Symbol für Goldmedaillen mit stilisierten Olympischen Ringen | Graues Symbol für Silbermedaillen mit stilisierten Olympischen Ringen | Braundes Symbol für Bronzemedaillen mit stilisierten Olympischen Ringen |
| ------------------------------------------------------------------- | --------------------------------------------------------------------- | ----------------------------------------------------------------------- |
| —                                                                   | —                                                                     | —                                                                       |

Somalia nahm bei den Olympischen Sommerspielen 2008 in Peking mit zwei Athleten teil.

## Teilnehmer nach Sportart

### Leichtathletik
- Samia Yusuf Omar
200 m, Frauen: als Letzte ihres Vorlaufs ausgeschieden
- Abdinasir Said Ibrahim
5000 m, Männer: als Letzter seines Vorlaufs ausgeschieden

## Referenzen
- https://www.sports-reference.com/olympics/countries/SOM/summer/2008/